# Ми, тварини
«Ми, тварини» (англ. We the Animals) — американська драма режисера Джеремая Заґара, знята на основі однойменного роману Джастіна Торреса. Прем'єра фільму відбулася на кінофестивалі «Санденс» у 2018 році.

## Сюжет
Менні, Джоел і Джона проходять через дитинство в умовах мінливої любові своїх батьків. Поки Менні та Джоел виростають у версії свого батька та матері, мріючи про втечу, Джона проймається власним уявним світом.

## У ролях
- Еван Росадо — Джона
- Рауль Кастільо — тато
- Шейла Ванд — мама
- Ісая Крістіан — Менні
- Джосая Гебріел — Джоел

## Критика
На сайті Rotten Tomatoes фільм має рейтинг 91% на основі 74 відгуків, з середньою оцінкою 7,8/10. На Metacritic середня оцінка становить 84 зі 100, заснована на 25 рецензіях.

## Нагороди
| Премія                       | Дата церемонії | Категорія                            | Номінант                                                            | Результат | Пр.   |
| ---------------------------- | -------------- | ------------------------------------ | ------------------------------------------------------------------- | --------- | ----- |
| 34-а Премія «Незалежний дух» | 23 лютого 2019 | Найкращий дебютний фільм             | Джеремая Заґар Джеремі Ячес Пол Мезі Ендрю Ґолдман Крістіна Д. Кінг | Номінація | [ 7 ] |
| 34-а Премія «Незалежний дух» | 23 лютого 2019 | Найкраща чоловіча роль другого плану | Рауль Кастільо                                                      | Номінація | [ 7 ] |
| 34-а Премія «Незалежний дух» | 23 лютого 2019 | Найкраща операторська робота         | Зак Малліґан                                                        | Номінація | [ 7 ] |
| 34-а Премія «Незалежний дух» | 23 лютого 2019 | Найкращий монтаж                     | Кейко Деґучі, Браян А. Кейтс, Джеремая Заґар                        | Номінація | [ 7 ] |